# 伊津野朋弘
伊津野 朋弘（いつの ともひろ、1928年7月17日-　）は、日本の教育行政学者。東京学芸大学名誉教授。
熊本県山鹿市出身。海軍兵学校、1953年東京文理科大学教育学科卒、千葉県教育研究所研究員、千葉県立千葉東高等学校教諭、北海道教育大学助教授、東京学芸大学助教授、教授、92年定年退官、名誉教授、日本女子大学教授、97年退任。

## 著書
- 『大正デモクラシー下の教育 教育行政の民主化と新教育論』明治図書出版 1976
- 『学校経営の課題と実践』教育開発研究所 教職演習シリーズ　1977
- 『教師の権利と責任』教育開発研究所 1988
- 『子どもが生きる学校の創造』教育開発研究所 1993

### 共編著
- 『未来に生きる教師 教師のそなえるべき資質・力量はどうあるべきか』東京学芸大学教師教育研究会共編 エイデル研究所 1984
- 『都市化社会の教育像』葉養正明、陣内靖彦共編著 エイデル研究所 1985
- 『現代教育の探求』葉養正明共編著 協同出版 1989
- 『教育の制度と経営』編 学芸図書 教職課程講座 1991
- 『教育組織の制度と運営』編著 八千代出版 教職課程シリーズ 1997
- 『事例問題演習・学校運営トラブルへの対応』編 教育開発研究所 教職研修総合特集 管理職選考グレードアップシリーズ 2000

## 論文
- Cinii